# SILAM (LRM)
Pour les articles homonymes, voir SILAM.

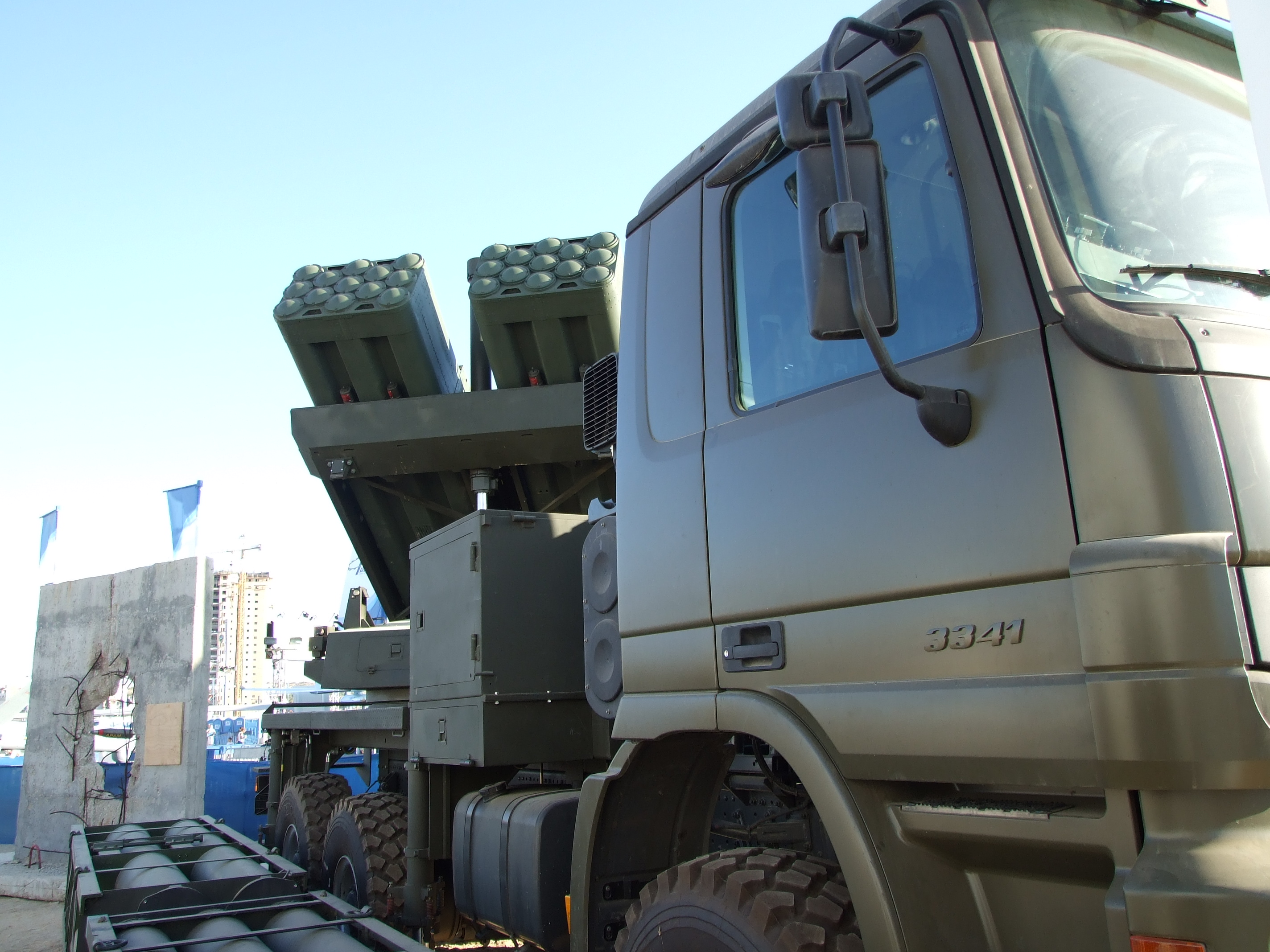
LRM Lynx d'Elbit

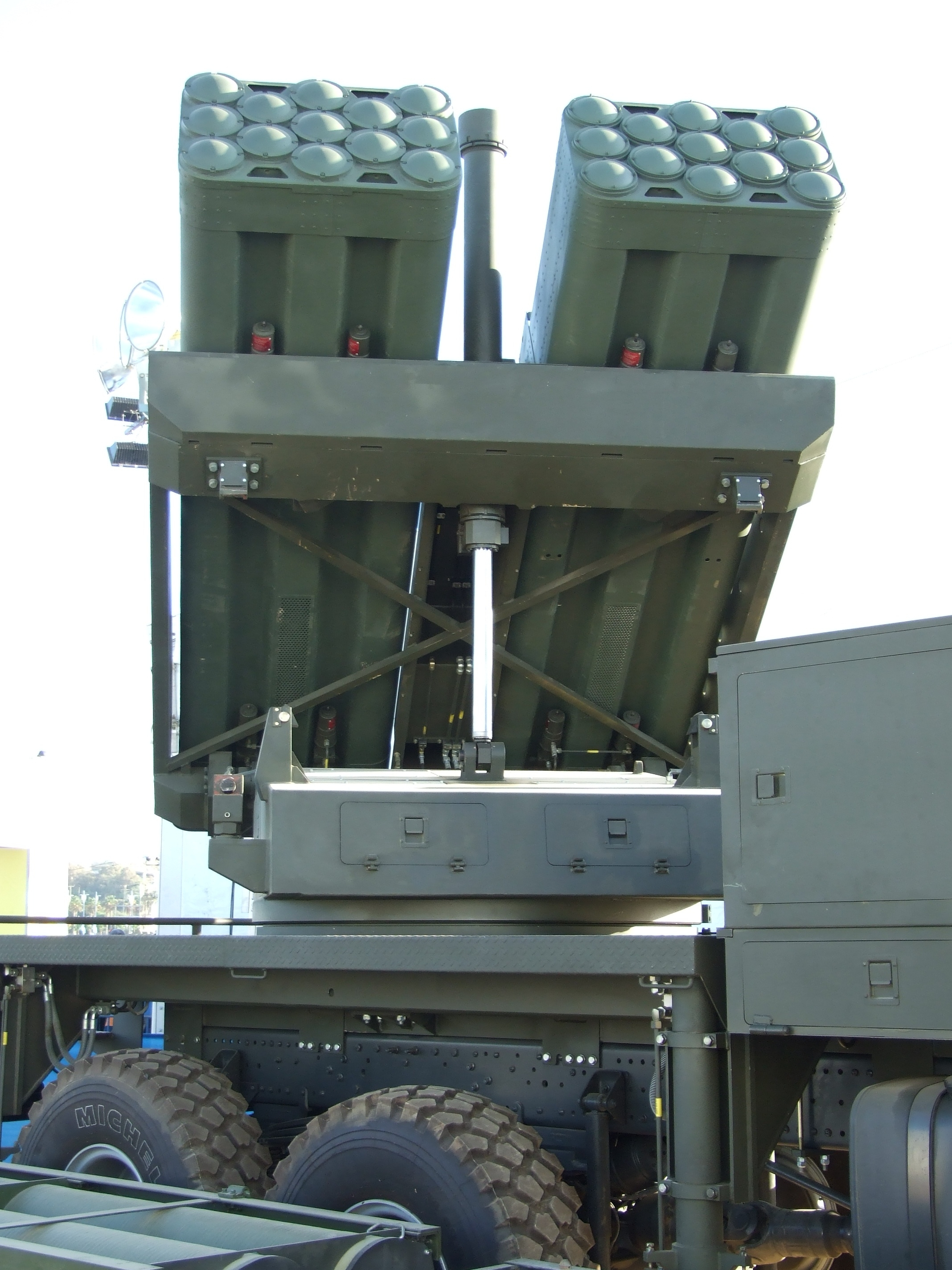
Lanceur du LRM Lynx

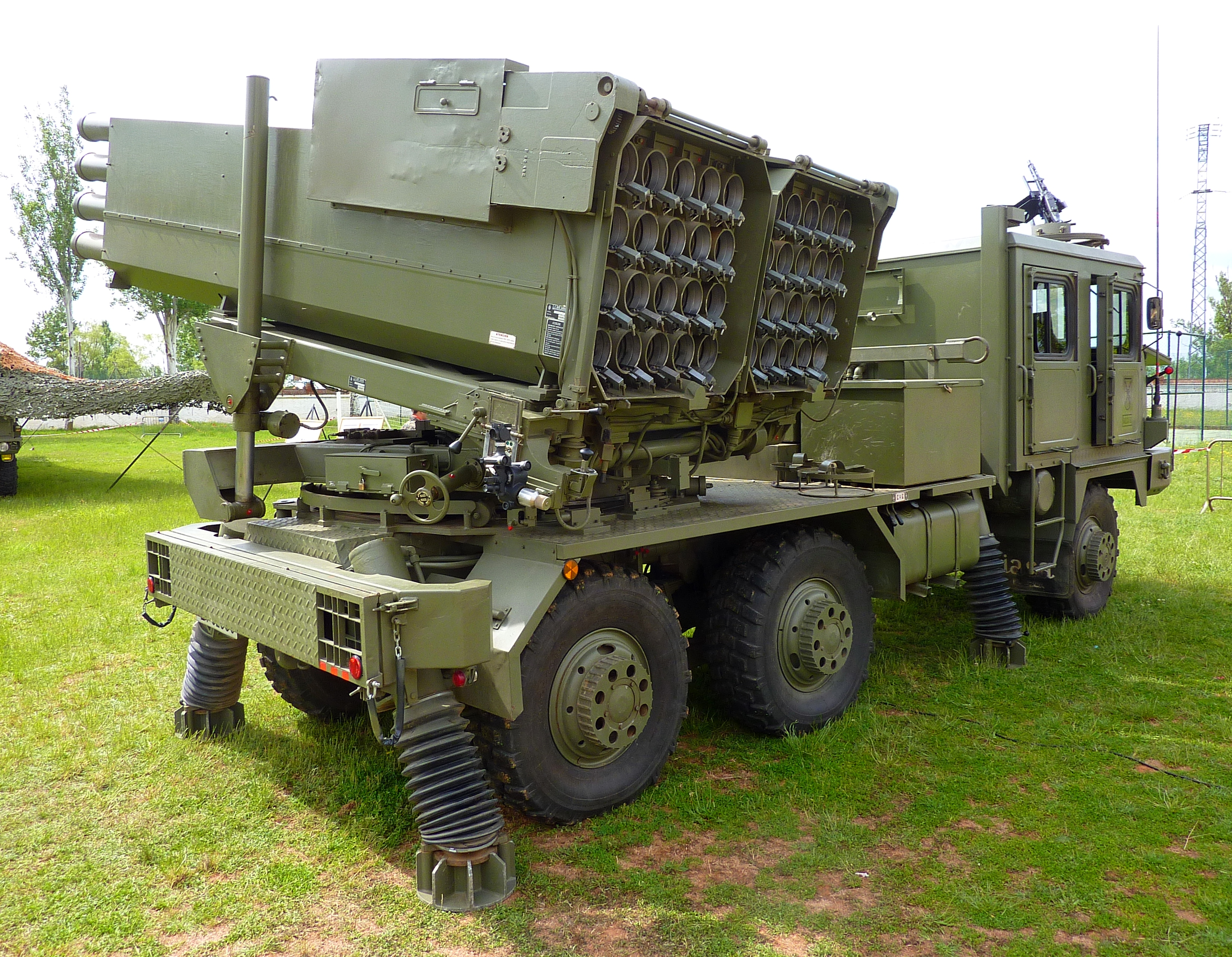
Lanceur multiple Teruel (LRM)

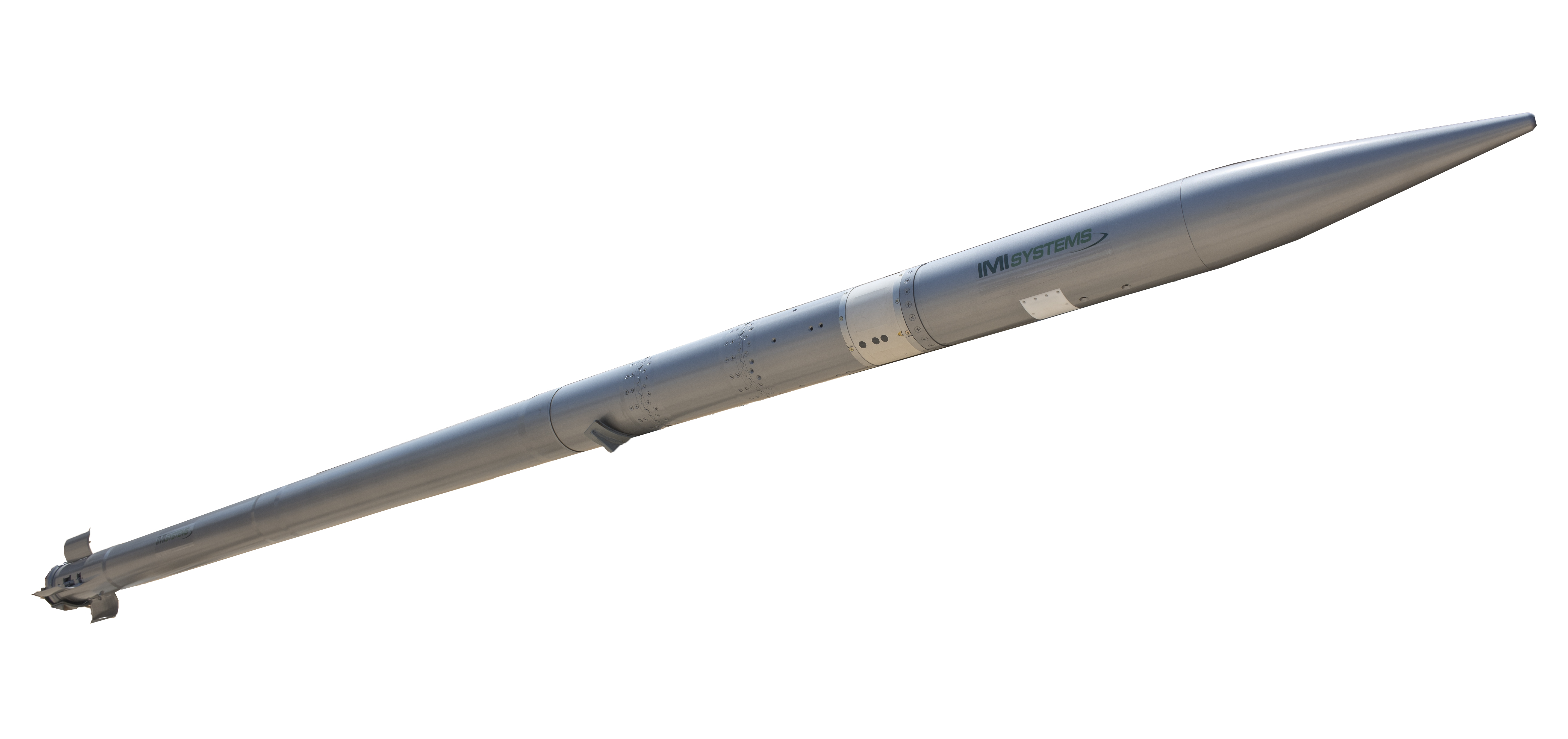
Fusée Accular

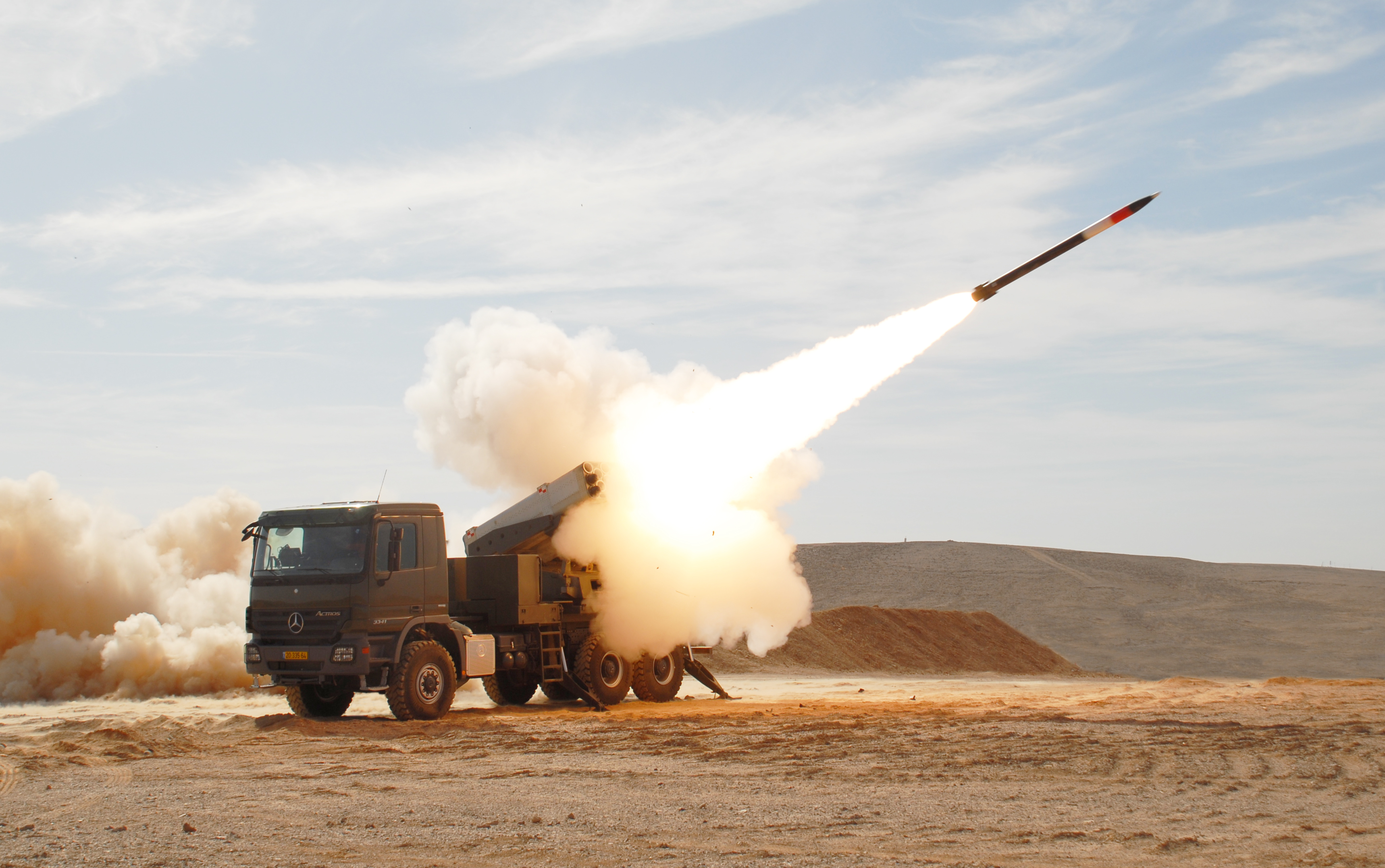
Tir d'une fusée Accular

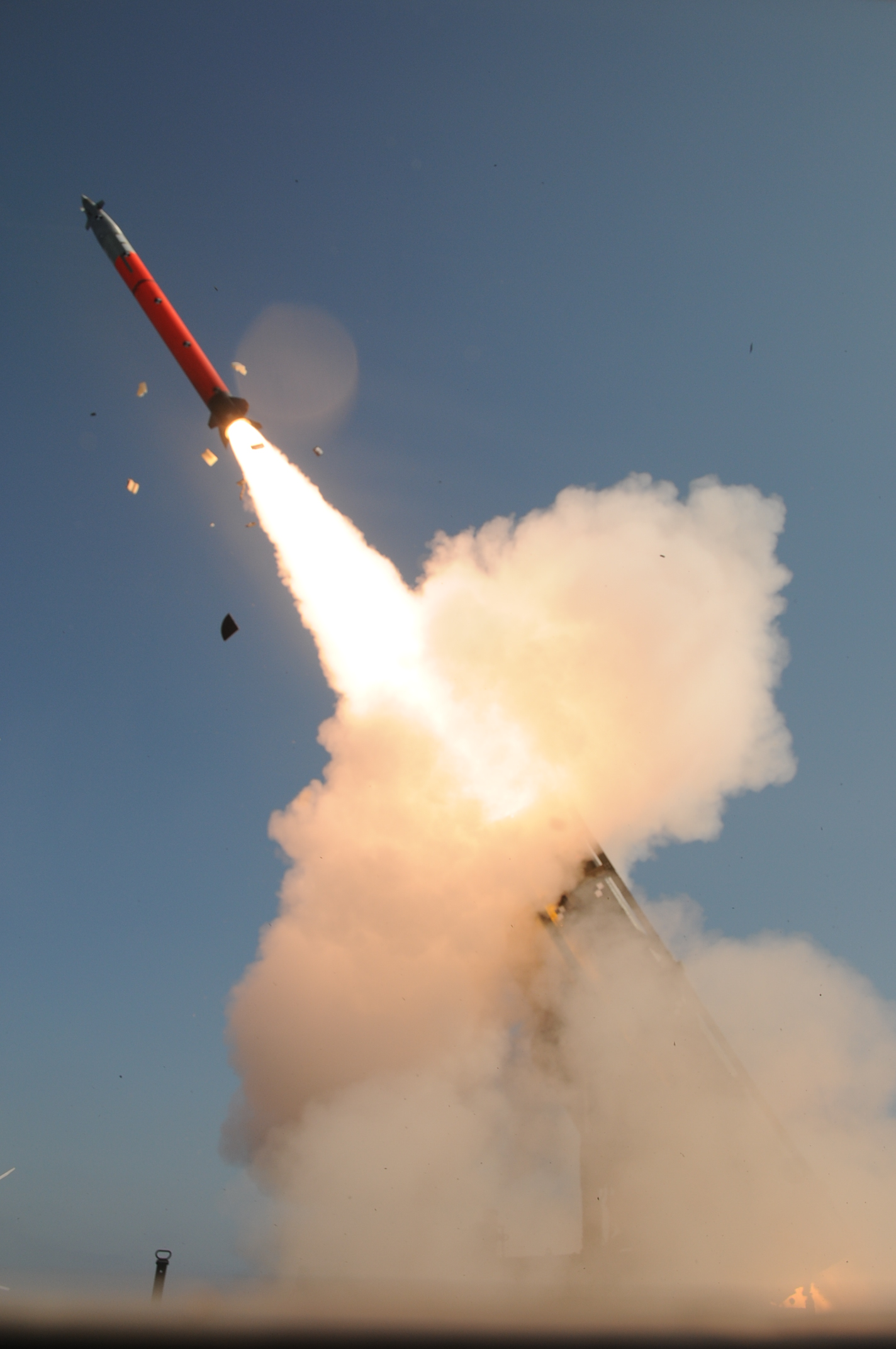
Tir d'une fusée EXTRA

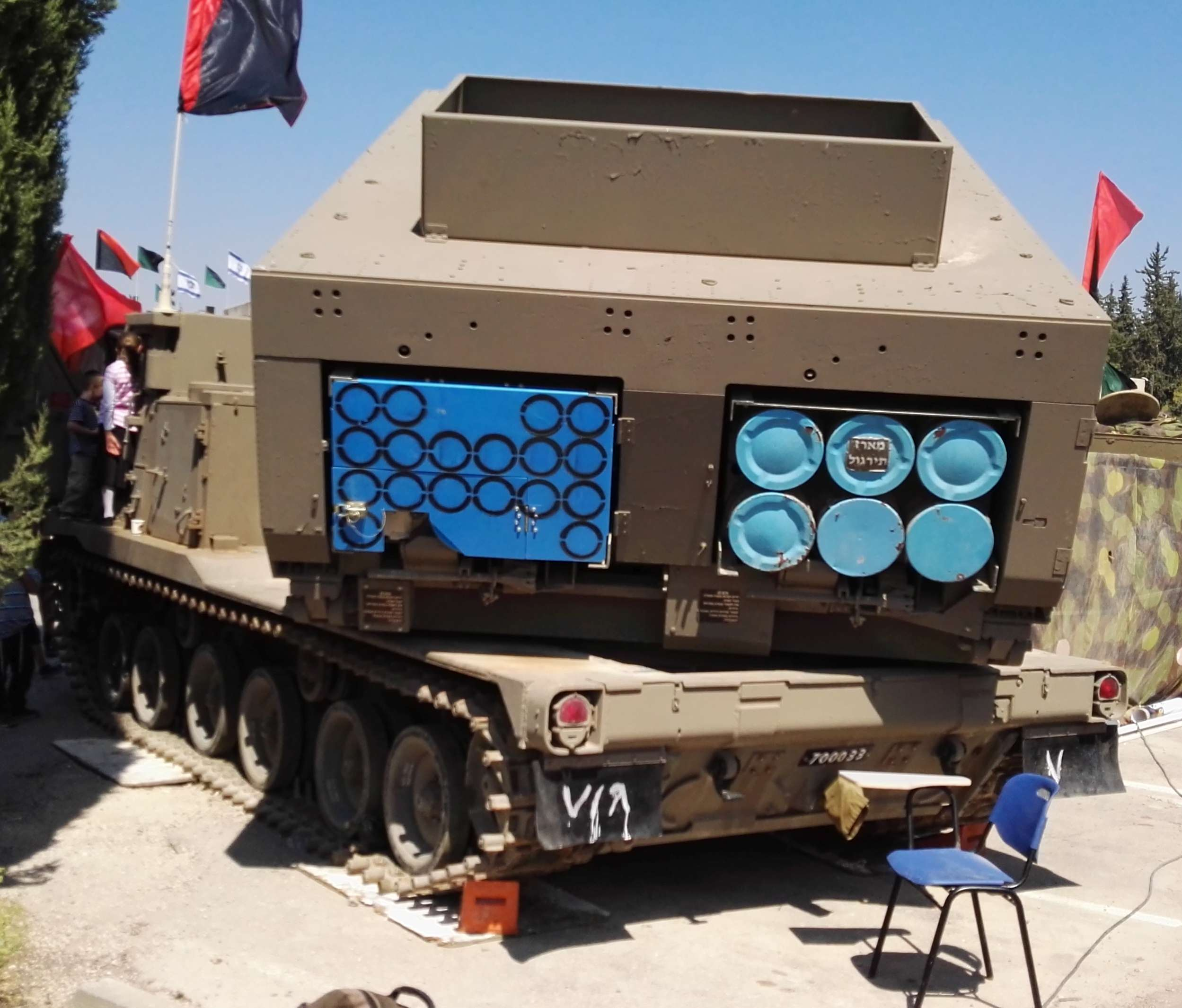
Fusées Accular sur la partie gauche, à droite fusées standard du M270 MLRS

SILAM (Sistema Lanzador de Alta Movilidad) est un projet militaire de  lance-roquettes multiple et mobile développé au début des années 2020 par l'entreprise espagnole Expal pour l'armée espagnole.

## Histoire
Depuis le retrait du service du Teruel en 2011, l'armée espagnole ne dispose plus de lance-roquettes multiples. L'unité de l'artillerie, le Regimiento de Artillería Lanzacohetes de Campaña no 63, qui les mettait en œuvre existe toujours.
Le 15 mai 2023, il a été annoncé qu'un prototype était déjà testé et qu'il participera au salon de l'armement FEINDEF.
En décembre 2023, dans le cadre de ce programme doté de 575 millions d’euros, le ministère espagnol de la Défense fit savoir qu’il venait de notifier un contrat à un consortium formé par Escribano, GMV et Expal [filiale de l’allemand Rheinmetall] afin de se procurer un un premier lot de douze exemplaires développé à partir de l’Euro-PULS [Multi-Purpose Universal Launching System], proposé par le groupe israélien Elbit Systems.
La ministre espagnole de la Défense, Margarita Robles, annonce le 18 juin 2025 la suspension de et d’expliquer que ses services cherchaient une alternative à la technologie israélienne à la suite de la décision du Premier ministre espagnol, Pedro Sanchez, de couper les ponts avec l’industrie israélienne de l’armement.

## Description
Le programme prévoit une capacité d'appui feu au-delà des 30 et 40 km dans un premier temps, avec matériel additionnel jusqu'à 150 km. Ce projet est prévu d'aboutir à l'horizon 2024-2025. En mode missile balistique tactique il aura une portée jusqu'à 300 km avec guidage additionnel. Il sera probablement placé sur un véhicule porteur Iveco Astra SpA 6x6 ou 8x8. Expal s'est associée à Escribano Mechanical & Engineering pour développer un système basé sur le système israélien d'Elbit PULSE (dérivé du Lynx (en)). Escribano fabriquera les éléments mécaniques, hydrauliques et électroniques, Expal produira des composants, des modules de lancement et des munitions ainsi que le consortium de missiles SMS, chargé de relier les lanceurs au poste de commandement.
Les performances décrites s'entendent pour des fusées de type ACCULAR (40 km) et EXTRA (150 km) et pour le missile balistique de type Predator Hawk (300 km).

## Munition
Une autre entreprise espagnole développe depuis 2017 un kit de guidage de fusée qui sera utilisé entre autres pour les fusées/roquettes du SILAM.

## Analyse
La première volonté de l'Espagne était d'acquérir le système M142 HIMARS mais cela ne s'est pas concrétisé. L'Espagne souhaite attendre qu'un projet national achève son développement, avec collaborations étrangères.

## Opérateurs
- Espagne armée de terre espagnole, avec signature fin 2023 du contrat d'achat de 12 systèmes, arrivée prévue des premiers systèmes alors annoncé pour fin 2024[10] mais suspendue en 2025.

## Projets similaires
- Orkan M87
- Astros II MLRS
- BM-30 Smertch
- M142 HIMARS